# Església de Sant Miquel (Hamburg)
L'església de Sant Miquel, dedicada a Sant Miquel Arcàngel (en alemany, St. Michaelis), però anomenat habitualment Der Michel («en Miquel») és l'església protestant principal d'Hamburg i una de les més famoses de la ciutat. És un dels símbols de la ciutat i la seva torre figura al mig de l'escut de la ciutat.
És l'església en estil barroc més important del nord de l'Alemanya. És la tercera església al mateix lloc. La primera va ser construïda entre 1647 i 1669 per les arquitectes Peter Marquardt i Christoph Corinus al barri Neustadt (ciutat nova, l'eixample incorporat el 1625 dins de les muralles de la ciutat. El 10 de març de 1750 un llamp va tocar la torre que va encendre's i caure a la nau del temple, que va cremar completament.
El 1786 va construir-se una nova església segons els plans de Johann Leonhard Prei i Ernst Georg Sonnin. Aquesta va encendre's el 1906 quan a la torre es va calar foc durant obres de restauració. La manera de reconstruir-la va ser controvertida entre la població que volia reconstruir-la tal qual era i els que volien un disseny nou. Finalment, va optar-se per a una reconstrucció tot i reemplaçar els elements de fusta per a formigó i acer. Durant la Segona Guerra Mundial la nau principal va sofrir dels bombardejos de l'operació Gomorra, a la fi de juliol del 1943. El 1952 va ser restaurada exteriorment.
Després de 25 anys d'obres, al 29 de novembre de 2009, l'interior totalment restaurat va ser inaugurat.

## Els orgues
En Miquel té cinc orgues, un orgue romàntic a la cripta, l'orgue de Marcussen & Søn al rerecor, un orgue Steinmeyer, un orgue distant al teulat, i des del 2010 l'orgue barroc per la fàbrica Tilmann Späth, dedicat a Carl Philipp Emanuel Bach.

## Enllaços externs

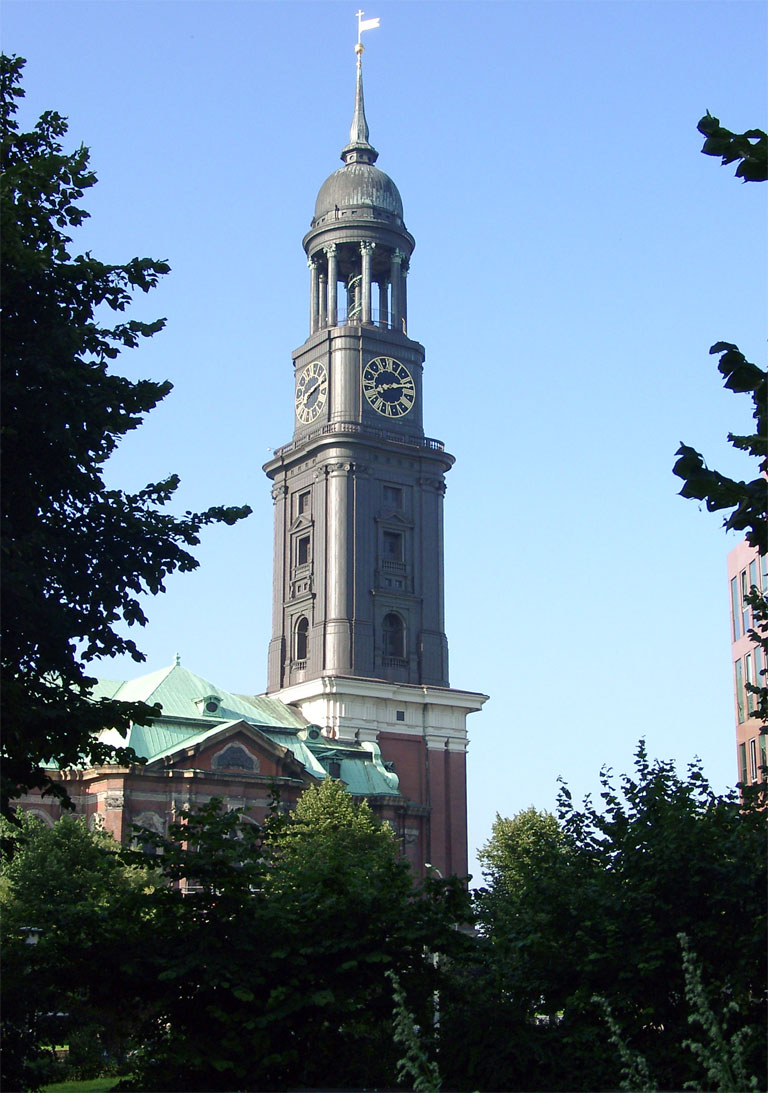
La torre d'en Miquel
En Miquel al mig de l'escut d'Hamburg
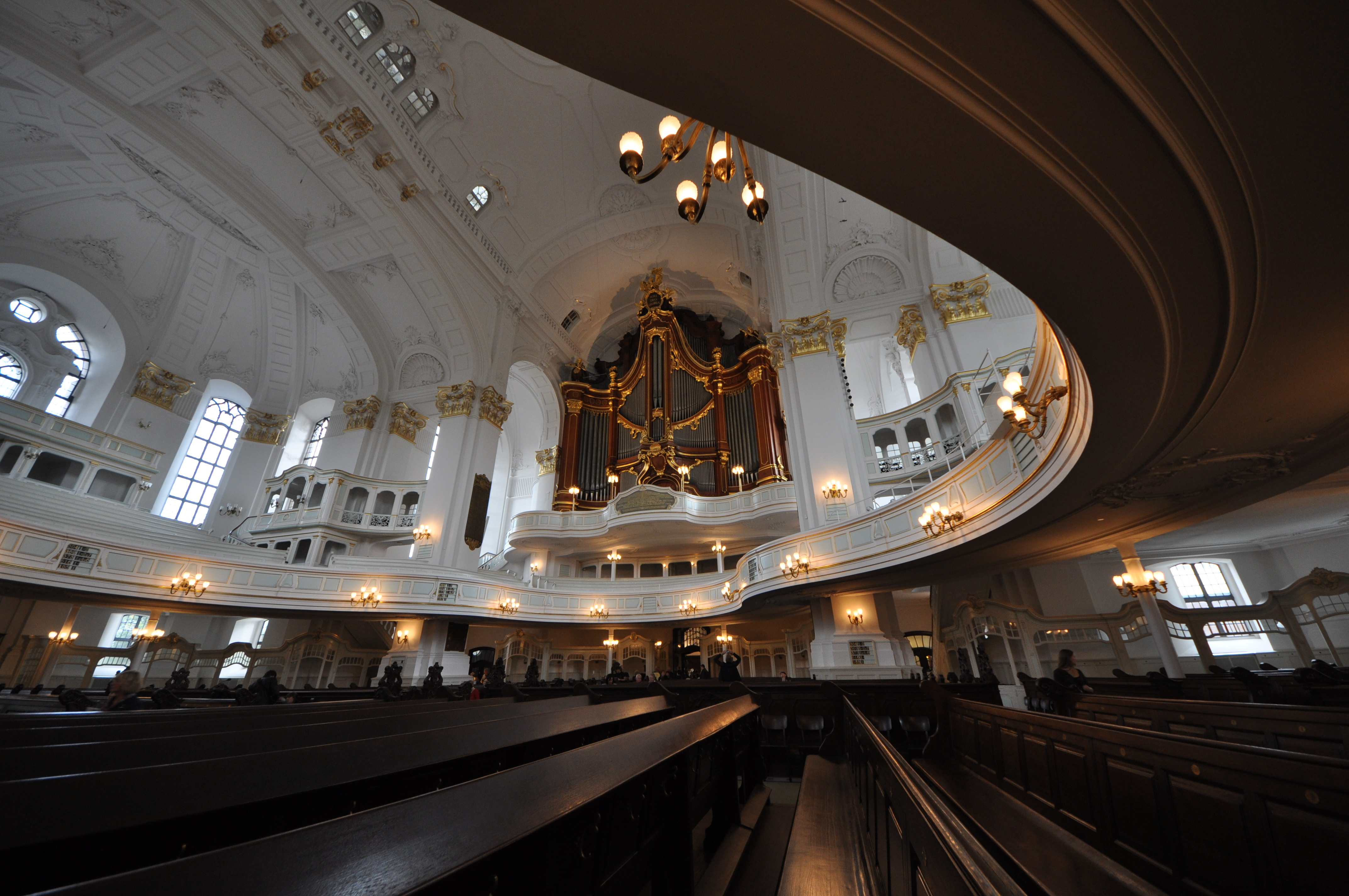
Interior, façana occidental i orgue principal
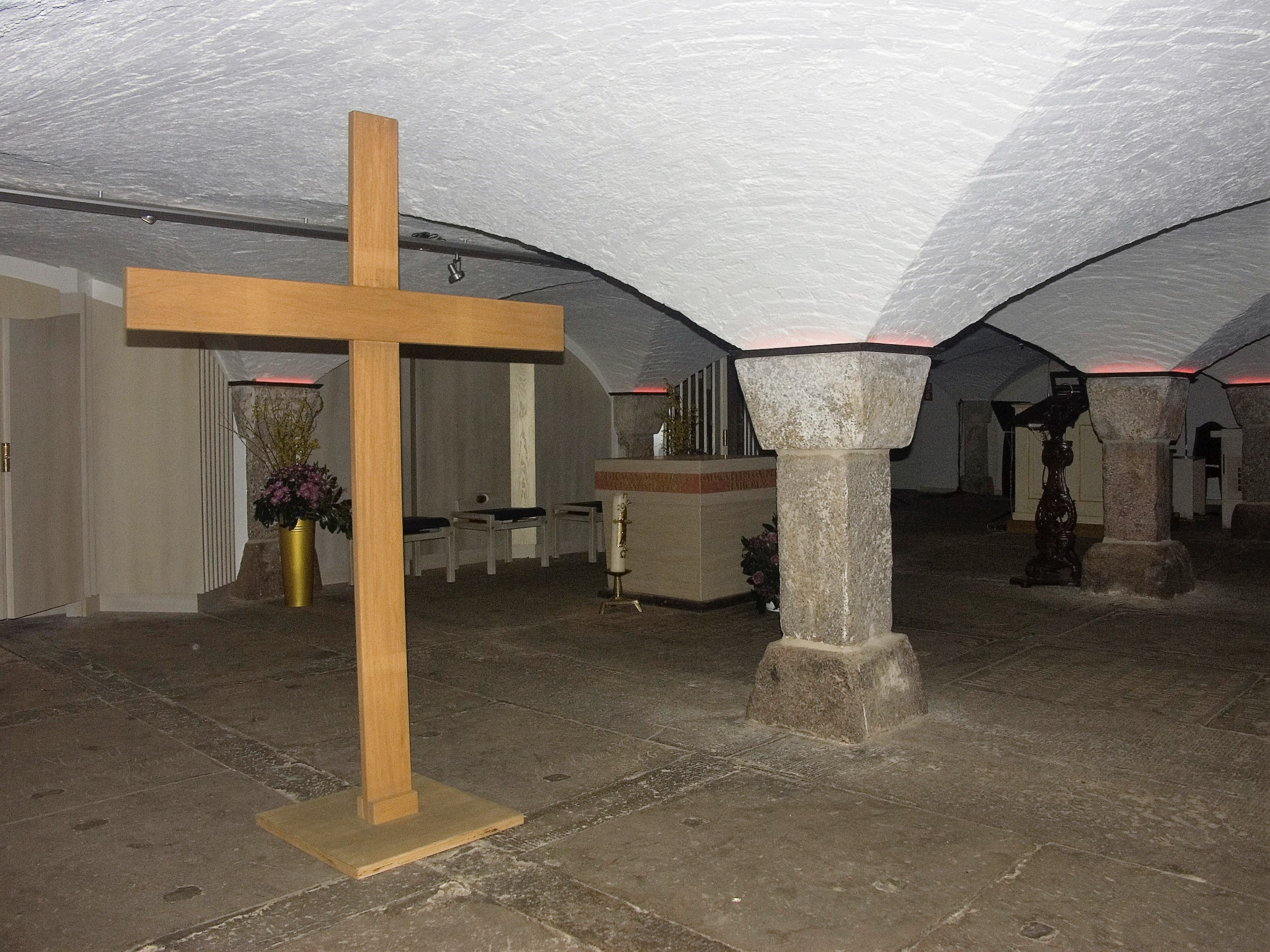
Cripta
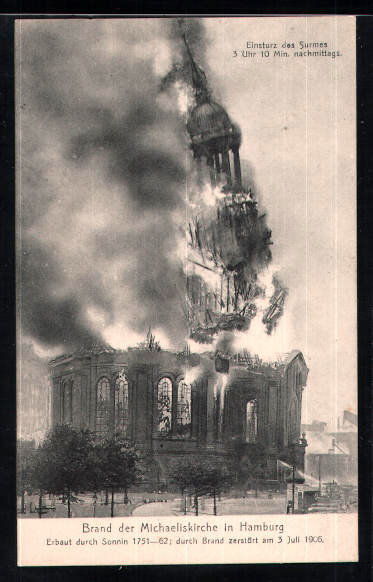
Enfonsament de la torre el 1906
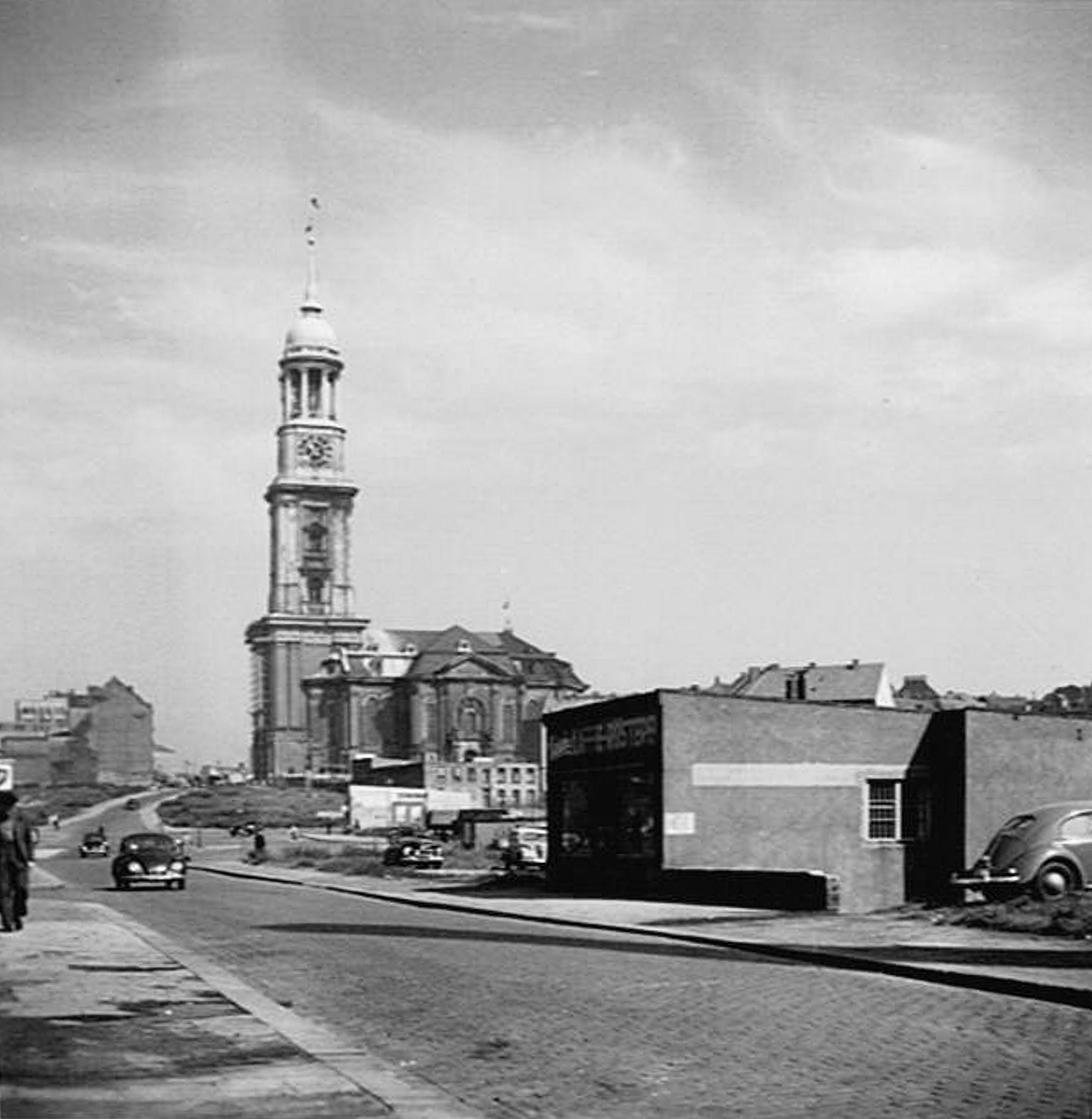
L'església el 1949
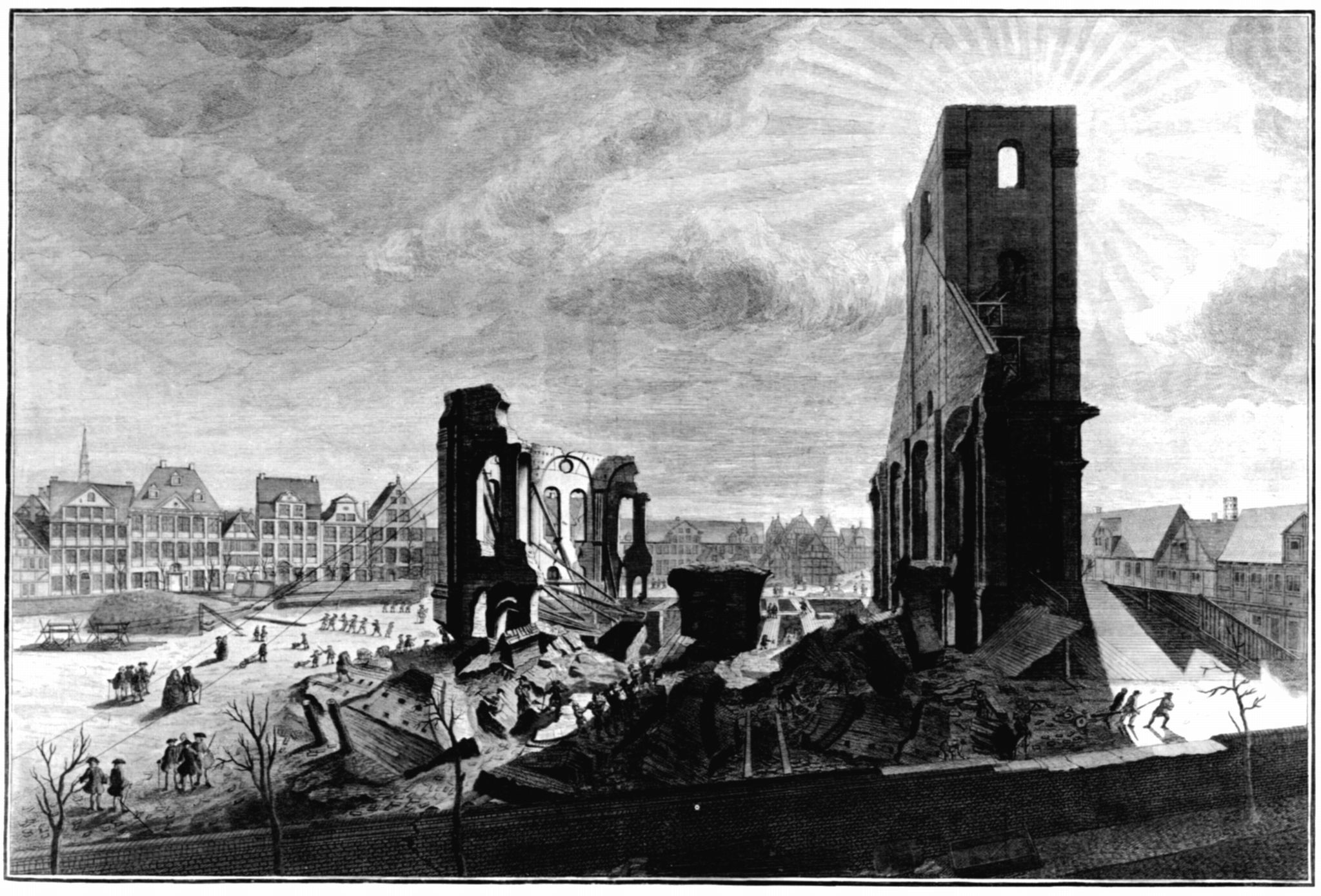
Les ruines després de l'incendi del 1750